# 黒田福美
黒田 福美（くろだ ふくみ、本名：同じ、1956年7月21日 - ）は、日本の女優、エッセイスト、翻訳家である。キャストパワー所属。2008年2月末まではアミューズに所属していた。東京都立豊多摩高等学校、桐朋学園芸術短期大学演劇学科卒業。趣味は旅行、写真、ヨガ、ヨット。

## 人物
1977年、『夫婦ようそろ』でデビュー。同作の新人出演者募集に応じた4619人の中から山本みどり、三島由起子、牧野真理子、大塚良重、堀川あゆみとともに選ばれて起用された。
デビュー当初は時代劇の町娘役が多く、大役に恵まれずにいたが、鈴木武幸からオファーを受けて『電撃戦隊チェンジマン』に出演。当たり役を得る。
『春の波涛』出演時に伊丹十三と出会ったことで縁ができ、監督する映画作品に常連起用されることになる。
『日立 世界・ふしぎ発見!』では初代ミステリーハンター（1986年4月19日の初回放送より出演）を務めた。

## 韓国との関わり
1980年代から親韓派・韓国通として活動し、独学で朝鮮語を学び、事務所の反対を押し切って韓国留学までした。もともとは1983年にバレーボール韓国代表の姜萬守（カン・マンス）の熱烈なファンになったことが、朝鮮語を勉強するきっかけと語っている。
1988年ソウルオリンピック、2002 FIFAワールドカップなどでも活動を行い、1988年放送のフジテレビ『ニュースバスターズ』では韓国レポーターを務めた。
韓国の盧泰愚大統領が1990年に来日した時に開かれた、海部俊樹首相主催の晩餐会に招かれたこともある。韓国のテレビドラマや映画にも多く出演し、好意的に受け入れられている。韓国に関する本も多数出版している。
2008年5月10日、慶尚南道泗川市出身の卓庚鉉（タク・キョンヒョン）神風特別攻撃隊隊員の慰霊碑建立を、泗川市当局との協力により主導。しかし、碑の除幕式直前から市当局が韓国国内の左右両派団体から抗議運動を受け、除幕式は中止となり、その後慰霊碑は撤去された。慰霊碑建立の経緯について黒田は、「朝鮮人特攻隊員の夢を見たことをきっかけで調べてみたところ、卓庚鉉隊員の存在を知った」と語っている。
2011年5月に、韓国政府から「『韓国の正しい歴史や文化』の情報を日本人に教え伝え続けている」として、修交勲章興仁章（2等級）を授与された。
2013年4月15日、韓国・京畿道から同道の観光広報大使を委嘱された。
2014年、産経新聞の元ソウル支局長が大統領批判をしたとして、在宅起訴された際は、韓国政府に批判的な立場をとった。

### 発言
- パチンコチェーンのオーナーの韓昌祐が代表を務める「韓哲文化財団」の助成金が授与されたことについて、「在日差別への憤りが行動の原点。（日本が）加害者の立場であることをきちんと受け止めたうえで友好の土台を築いていきたい」。助成金は「被差別日系研究所」を設立した辛淑玉と共に授与された[8]。
- 2014年10月14日、産経新聞のインタビューで、産経新聞元ソウル支局長が大統領批判をしたとして在宅起訴されたことについて「いままで日韓の懸け橋になれればと活動してきたが、今回ばかりは事情が違う。政府の打ち上げた反日の方針に韓国国民も疑問符が浮かんでいるようだ。産経新聞紙面に出ることに正直なところ躊躇もあった。女優として、政治的発言をすることはリスキーだが、自分が保身を考えている場合ではないと思った。日韓友好を願うからだ」と述べ、韓国政府の反日姿勢を批判した[7]。
- ある夜、韓国人特攻隊員の卓庚鉉（日本名・光山文博）が夢枕に立ったことから、韓国に彼の慰霊碑を立てることを志す。遺族は黒田の思いに感謝し、「帰郷祈念碑」として完成した慰霊碑は、韓国メディアも好意的に伝えるなか2008年5月、故郷に近い慶尚南道泗川市の公園で除幕式が行われるところまでこぎつけた。碑文は特攻隊員のみならず日本の戦争で犠牲になった韓国人すべてを慰霊、追悼するものだった。しかし、除幕式当日に反日・愛国派団体の「光復会」が押しかけ「親日売国奴の特攻隊を称えるのはけしからん」と反日デモを行う大騒ぎとなった。除幕式は急遽中止となり、慰霊碑も撤去され、市当局などの協力者も手を引いてしまった。この事件について黒田は自身の著書の中で「韓国人たちは反日という柵の中に囲い込まれている羊の群れのようだと思う。光復会に対して意見をしたり、いさめたりすれば直ちに『親日派』というレッテルを貼られて柵から追い出され、社会的に抹殺される。だからだれもが『身を縮めて黙ってうつむく』しかない」と嘆き、さらに「韓国社会が『親日的』とされる言論を封殺し、地位を奪ったりして、人々を社会的に抹殺するようなやり方を止めないかぎり、韓国の言論も社会も成熟しないだろう。このことは韓国人自らが気づき改めないかぎり実現することはない」と述べている。なお、慰霊碑は現在、黒田の志に共感する尼僧の配慮で、ソウル近郊の龍仁市の法輪寺の境内に横になって安置されている[9]。

## 出演

### テレビドラマ

#### NHK
- 連続テレビ小説
  - なっちゃんの写真館（1980年） - 染吉 役
  - ひまわり（1996年） ‐ 茄子佳織 役
  - わかば（2004年 - 2005年） - 藤倉典子 役
- 復活（1981年）
- 春の波涛（1985年） - 鶴松 役
- 近松青春日記（1991年） - お吉 役
- のんのんばあとオレ（1992年） - 猪熊雪絵 役
- 腕におぼえあり3（1993年1月8日 - 3月12日） - おりき 役[注 1]
- 照柿（1995年）[10]
- コラ!なんばしよっと3（1997年）
- お嬢様は名探偵（1998年） - 左近雪絵 役
- 浪花少年探偵団（2000年） - 中西芳恵 役
- 御宿かわせみ（2005年） - おさだ 役
- 探偵Xからの挑戦状!（2009年） - 深倉澄子 役
- 実験刑事トトリ 第2回「女はドレスに罪を隠す」（2012年11月10日） - 吉川和子 役
- クロスロード〜声なきに聞き形なきに見よ〜 第1話「新人」（2017年5月28日） - 前川静江 役

#### 日本テレビ
- 松平右近事件帳 第35話「とどけ、涙の叫び」（1982年） - お絹 役
- 誇りの報酬 第20話「いざとなったら辞表を胸に」（1986年） - 上原としこ 役
- 八百八町夢日記 第1シリーズ 第32話「信玄谷の忍び花」（1990年） - 茜 役
- 長七郎江戸日記 第3シリーズ 第7話「死神をぶっ飛ばせ!」（1990年） - おはん 役
- 刑事貴族 第24話「天使と拳銃」（1990年）
- 綺麗になりたい（1992年） - 美和 役
- 大人のキス（1993年）
- 江戸の用心棒（1994年4月12日 - 1995年3月7日） - お俊 役
- 金田一少年の事件簿（1995年） - 多岐川かほる 役
- ガラスの靴 a Cinderella Story（1997年） - 江崎冴子 役
- P.A.（1999年） - 江川真奈美 役
- 仔犬のワルツ（2004年） - 辰巳由貴 役
- 女王の教室 - 佐藤芳江 役
  -     - 第2話「鬼教師の目に涙!?」（2005年7月9日）
    - 第3話「親友・裏切り・涙」（2005年7月16日）
    - 第6話「夏休みはありません!」（2005年8月6日）
    - 第7話「学校が燃える夜」（2005年8月13日）
    - 第8話「卒業行事はやりません。」（2005年8月20日）
    - 第9話「鬼教師への刺客」（2005年9月3日）
    - 第10話「最後の授業」（2005年9月10日）
- 火曜サスペンス劇場
  - 女からの眺め（1987年1月6日） - 植村女医 役
  - 湾岸に消えた女（1989年2月28日） - 江藤倫子 役
  - 薔薇色の罠（1989年9月26日） - 矢島律子 役
  - 香子の夢 コンパニオン殺人事件（1989年12月5日） - 真野由加利 役
  - 京都物集女殺人街道（1990年3月20日） - 岡本典子 役
  - 弁護士・朝日岳之助 - 花木理恵 役
    - 弁護士・朝日岳之助2「有罪率99%の壁」（1990年5月29日）
    - 弁護士・朝日岳之助3「殺意の法廷」（1991年10月22日）
    - 弁護士・朝日岳之助4「考古学教室の殺人」（1992年8月11日）
    - 弁護士・朝日岳之助5「贅沢すぎる殺人」（1993年12月21日）
    - 弁護士・朝日岳之助6「顔の見えない殺人者」（1995年1月10日）
    - 弁護士・朝日岳之助7「逆転証人」（1996年1月16日）
    - 弁護士・朝日岳之助8「ぼくは殺ってない」（1996年7月16日）
    - 弁護士・朝日岳之助9「プラス「一」の悲劇」（1997年3月4日）
    - 弁護士・朝日岳之助10「刑法第一三四条」（1997年7月8日）
    - 弁護士・朝日岳之助11「笑わせても殺さない」（1998年2月17日）
    - 弁護士・朝日岳之助12「殺意のささやき」（1999年1月26日）
    - 弁護士・朝日岳之助13「温情捜査」（1999年7月13日）
    - 弁護士・朝日岳之助14「再審」（1999年12月28日）
    - 弁護士・朝日岳之助15「北上川殺人暮色」（2000年9月19日）
    - 弁護士・朝日岳之助16「緊急発砲」（2001年7月10日）

  - 結婚の行方（1991年6月11日） - 土屋淑子 役
  - わが町I（1992年10月13日） - 森亜樹 役
  - 検事 霧島三郎 - 霧島恭子 役
    - 検事 霧島三郎1（1994年11月22日）
    - 検事 霧島三郎2（1995年9月5日）
    - 検事 霧島三郎3（1996年8月20日）
    - 検事 霧島三郎4（1997年4月29日）
    - 検事 霧島三郎5（1998年4月28日）
    - 検事 霧島三郎6（1999年4月6日）
    - 検事 霧島三郎7（1999年10月26日）

  - 考古学者 佐久間玲子1（2001年10月23日） - 松島恵美子 役

#### TBS
- ポーラテレビ小説
  - 「夫婦ようそろ」（1977年） - 文字繁 役
  - 「おゆう」（1983年） - 吉野 役
- 花王 愛の劇場
  - 「秘密」（1982年）
  - 「妻の定年」（1983年） - 柴田悠子 役
  - 「夏色の天使」（1989年） - 今井章子 役
  - 「結婚専科30」（1992年）
- 青が散る（1983年 - 1984年） - 浅見カオル 役
- Gメン'82（1983年）
- 不良少女とよばれて（1984年）
- 大岡越前 第9部 第12話「縛られたお地蔵様」（1986年） - お妙 役
- パパはニュースキャスター（1987年）
- ママはアイドル!（1987年） - 松本清美 役
- 魔夏少女 （1987年）
- パパは年中苦労する（1988年）
- いまさら、初恋（1989年）
- 都会の森（1990年） - 中原きよ子 役
- デパート!夏物語（1991年）
- リスキー・ゲーム（1996年） - 奥寺麗子 役
- PU-PU-PU-（1998年10月9日 - 12月18日） - 小峰幸子 役
- フレンズ（2002年、韓国文化放送共同製作） - 主人公の浅井智子の上司  役
- 夜王 〜YAOH〜 Episode 3「ホストを騙して三千里!」（2006年1月27日） - 坂下友美 役
- 温泉へGo!（2008年） - 橘千尋 役
- マッスルガール!（2011年） - イ・スンジャ 役
- ホテルコンシェルジュ 第6話「笑顔をなくした理由」（2015年8月11日） - 今泉鈴香 役
- 月曜ドラマスペシャル→月曜ミステリー劇場→月曜ゴールデン
  - 哀しみ色の殺意-函館・東京・能登-（1990年5月21日） - 谷口結城 役
  - ヘッドハンター（1990年11月26日）
  - 三浦海岸魚河岸物語（1991年10月21日）
  - 危ない親たち 16歳、少女はいま（1992年2月17日）
  - 恋文（1992年12月7日） - 上野規世子 役
  - ヤマ勘記者の事件日誌 - 風間玲子 役
    - ヤマ勘記者の事件日誌1（1997年2月24日）
    - ヤマ勘記者の事件日誌2（1997年12月15日）

  - 万引きGメン・二階堂雪
    - 万引きGメン・二階堂雪4「変身願望」（1999年11月22日） - 新庄弥生 役
    - 万引きGメン・二階堂雪16「美顔・カリスマ美容師」（2007年12月24日） - 坂下瑠璃子 役

  - 名探偵キャサリン12「坂本龍馬殺人事件」（2002年11月18日） - 松永実和子 役
  - カードGメン・小早川茜5「黒いデータ」（2003年2月10日） - 秋元百合江 役
  - 浅見光彦シリーズ19「長崎殺人事件」（2004年4月12日） - 久山柚紀子 役
  - 探偵 左文字進10「悪魔と天使」（2006年7月10日） - 折原圭子 役
  - ヤメ判 新堂謙介 殺しの事件簿2（2012年1月23日） - 野村静子 役
  - 女流ミステリー作家 薬師寺叡子 京都殺人ダイアリー（2015年2月9日） - 野沢節子 役

#### フジテレビ
- メガロマン 第18話「怪獣が街を消した!!」（1979年） - インベーダー 役
- 大空港 第69話「狙撃者の墓標 冬枯れの街よ友を優しく弔え!」（1980年） - 谷川杏子 役
- 闇を斬れ（関西テレビ、1981年） - 千鶴 役
- ライオン奥様劇場「山肌」（1981年） - 万紀子 役
- ロボット8ちゃん 第42話「プールでキッスはメチャメチャ最高!」（1982年） - みどり先生 役
- 大奥 第40話「消えた女の伝説」・第41話「疑惑の小公女」（1984年） - 雲井 役
- 時代劇スペシャル 怪談・津の国屋 半七捕物帳（1984年） - 水茶屋の女 役
- な・ま・い・き盛り（1986 - 1987年） - 結城久子先生 役
- おヒマなら来てよネ!（1987年） - 青木絢子 役
- 夫が戻る日（1987年）
- 前略・ミルクハウス（1987年） - 橋本水城 役
- ワイルドで行こう! BORN TO BE WILD（1988年 - 1989年）
- 過ぎし日のセレナーデ（1989年）
- 世にも奇妙な物語『箱の中』（1992年）
- 悪魔のKISS（1993年） - 北原れい 役
- グッドモーニング（1994年） - 小暮路子 役
- 僕らに愛を!（1995年） - 丹羽幹子 役
- 3番テーブルの客（1996年）
- ニュースの女（1998年） - 北原響子 役
- カバチタレ! 第4話「恋人は子持ちで痴漢なの!」（2001年2月1日） - 松崎勝子 役
- 救命病棟24時（2005年） - 山室澄子 役
- トップキャスター 第3話「恋愛運ゼロの逆襲」（2006年5月1日） - 宮部天花 役
- メディカルチーム レディ・ダ・ヴィンチの診断 第4話「対決! 女医と女将と大女将」（2016年11月1日） - 真田静香 役
- 直撃!シンソウ坂上 再現ドラマ「西鉄バスジャック事件」（2018年5月3日） - 塚本達子 役
- 全っっっっっ然知らない街を歩いてみたものの 第1話（2021年3月28日） - 喫茶サンの店主 役
- 金曜エンタテイメント→金曜プレステージ
  - 京都祇園入り婿刑事事件簿3（1998年4月17日） - 朝比奈真知子 役
  - 松本清張スペシャル・蒼い描点（2006年9月8日） - 村谷阿沙子 役
  - 大奥スペシャル〜もうひとつの物語〜（2006年12月29日） - おまんの母 役
  - 浅見光彦シリーズ
    - 浅見光彦シリーズ30「天河伝説殺人事件」（2008年1月25日） - 長原敏子 役
    - 浅見光彦シリーズ38「十三の冥府」（2010年9月24日） - 伊藤由依 役

#### テレビ朝日
- 半七捕物帳 最終話「歩兵の髪切り」（1979年9月25日）
- 松本清張の黒革の手帖 （1982年1月4日 - 2月8日） - 潤子 役
- 特捜最前線
  - 第264話「白い手袋をした通り魔!」（1982年）
  - 第298話「カナリアを飼う悪徳刑事!」（1983年）
  - 第353話「特別病棟の女!」（1984年） - 鮎川しのぶ 役
- 遠山の金さん
  - 第1話「新奉行登場!! 顔のない人気作家!」（1982年） - メ蝶 役
  - 第82話「大奥潜入! 顔で笑って心で泣く母」（1984年） - お里 役
  - 第107話「浴槽の死美人・怨みの琴をひく女!」（1984年） - 菊乃 役
  - 第122話「愛の墓場・二人の父をもつ悪女!」（1984年） - お糸 役
  - 遠山の金さんII 第21話「継母の愛!」（1986年） - おこん 役
- 必殺シリーズ（朝日放送）
  - 必殺仕事人III 第2話「下駄を履かせたのは両替屋」（1982年） - お力 役
  - 必殺仕事人IV 第41話「主水 夏バテで早朝体操を休む」（1984年） - 小夜 役
  - 必殺仕切人 第11話「もしも父親が"娘よ"と泣いたら」（1984年） - おたえ 役
  - 必殺仕事人V・激闘編 第23話「組紐屋の竜、襲われる」（1986年） - お志津 役
  - 必殺まっしぐら! 第4話「相手は長崎のぜいたく女」（1986年） - 紀和 役
- 文吾捕物帳 第10話「復讐さざんかの舞」（1982年12月22日）
- 柳生十兵衛あばれ旅 第24話「古城の謎を見た女」（1983年）
- 家族ゲームII（1984年3月12日）
- ザ・ハングマン4 第3話「若い身体から内臓が奪われる！」（1984年10月5日、朝日放送） - 立花悦子 役
- 暴れん坊将軍II 第86話「吉宗、ざん悔の鬼剣舞!」（1984年12月8日） - 染香 役
- 電撃戦隊チェンジマン 第17話「長崎の謎の幽霊船」 - 第53話「炎のアハメス！」（1985年5月25日 - 1986年2月8日） - 女王・アハメス 役
- ミスマッチ（1988年）
- 続続・三匹が斬る! 第13話「尼寺騒動、今日も怒りの桜島」（1990年） - 八重 役
- 名奉行 遠山の金さん
  - 第2シリーズ 第6話「甘い囁きは女の敵」（1989年） - お浜 役
  - 第4シリーズ 第11話「殺人者は振り袖の美女」（1992年） - お仙 役
  - 第5シリーズ 第16話「獄門台から逃れた男と女」（1993年） - お澄 役
- 外科病棟女医の事件ファイル（1991年） - 志村晶子 役
- ご存知!旗本退屈男（1992年）
- さすらい刑事旅情編V 第4話「特急さざなみ4号・セクハラに勝った女」（1992年）
- はみだし刑事情熱系 PART4 最終話「ありがとうみゆき 君に会えてよかった…父が残した涙の遺書 爆弾の雨と死の商人!!」（2000年3月29日） - 野々宮梓 役
- スカイハイ - 東富美子 役
  - 第八死「フェイス（前編）」（2003年3月7日）
  - 第九死「フェイス（中編）」（2003年3月14日）
  - 最終死「フェイス（後編）」（2003年3月21日）
- 新・京都迷宮案内3 最終話「杉浦恭介最後の事件 殺意を呼ぶ逆転勝訴！京都〜奈良、25年の絆を試された熟年夫婦」（2006年3月16日） - 田島緑 役
- 名探偵の掟 第六章「殺すなら今」（2009年5月22日） - 魚沢ひれ子 役
- メイド刑事 Mission 9「グルメ評論家の裏の顔! 最高級旅館の秘密を暴け!」（2009年8月28日） - 加賀見鈴子 役
- 相棒 season8 第11話「願い」（2010年1月13日） - 鷹野涼子 役
- 科捜研の女
  - スペシャル（2010年3月18日） - 梶間ゆき 役
  - season16 第10話「偽りの鏡」（2017年1月19日） - 牧京子 役
- 警視庁失踪人捜査課 第8話「爆破現場から消えた男!」（2010年6月4日） - 佐田明美 役
- 京都地検の女 第6シリーズ 第3話「鏡に微笑む殺人犯!! 熟年夫婦が堕ちた罠」（2010年10月28日） - 佐伯美千代 役
- バラ色の聖戦（2011年） - 岡崎玉枝 役
- 桑潟幸一准教授のスタイリッシュな生活（2012年） - 桑潟幸一の母 役
- DOCTORS2 最強の名医 - 田代秋枝 役
  - 第6話「次のターゲットは!? 手術拒否の患者の謎」（2013年8月15日）
  - 第7話「派閥崩壊!! 余命半年の患者を救う必殺技」（2013年8月22日）
- 刑事7人 Season1 第5話「母と息子」（2015年8月12日） - 前田和美 役
- 検事の本懐（2016年12月3日） - 清水亮子 役
- 家政夫のミタゾノ 第2シーズン 第4話「美容の女王を密葬!! 家族で賞金10億を奪い合う…遺言クイズ!?」（2018年5月11日） - 山脇美子 役
- 遺留捜査 第5シーズン 第7話「幻の金メダル〜空のお守り袋に母の秘密」（2018年8月30日） - 花村友梨 役
- 警視庁・捜査一課長 新作スペシャルI（2019年7月7日） - 並岡元子 役
- 土曜ワイド劇場→土曜プライム・土曜ワイド劇場
  - 狙われた婚約者（1981年10月24日）
  - 7人のOLがゆく!2（1995年8月19日） - 馬場ルリ子 役
  - おばはん刑事!流石姫子3（1999年10月23日） - 山下好美 役
  - 事件記者冴子の殺人スクープ2（2001年3月31日） - 相沢杏子 役
  - おかしな刑事
    - おかしな刑事2（2005年8月6日） - 矢島しのぶ 役
    - おかしな刑事21（2019年10月20日） - 山田圭子 役[注 2]

  - 京都南署鑑識ファイルシリーズ - 玉木ケイ子 役
    - 京都南署鑑識ファイル1（2005年10月29日）
    - 京都南署鑑識ファイル2（2005年12月10日）
    - 京都南署鑑識ファイル3（2006年11月4日）
    - 京都南署鑑識ファイル4（2009年7月25日）
    - 京都南署鑑識ファイル5（2010年11月6日）
    - 京都南署鑑識ファイル6（2011年8月13日）
    - 京都南署鑑識ファイル7（2012年7月29日）
    - 京都南署鑑識ファイル8（2014年6月14日）
    - 京都南署鑑識ファイル9（2015年6月20日）
    - 京都南署鑑識ファイル10（2016年4月2日）
    - 京都南署鑑識ファイル11（2017年7月23日）[注 3]
    - 京都南署鑑識ファイル12（2018年4月1日）[注 4]

  - おとり捜査官・北見志穂11（2006年12月2日） - 小笠原弥生 役
  - 救急救命士・牧田さおり6（2009年6月13日） - 西崎日名子 役
  - 温泉若おかみの殺人推理21（2009年10月24日） - 竹本綾子 役
  - 広域警察1 ふたりの刑事（2010年5月8日） - 新藤祥子 役
  - 人類学者・岬久美子の殺人鑑定2（2011年8月6日） - 秋山恵子 役
  - 法医学教室の事件ファイル37（2013年11月9日） - 中谷光子 役
  - 火災調査官・紅蓮次郎14（2014年1月25日） - 佐伯鶴子 役
  - 終着駅の牛尾刑事VS事件記者・冴子14「喪中欠礼」（2014年12月27日） - 太田久子 役
  - 再捜査刑事・片岡悠介8（2015年8月8日） - 神崎涼子 役
  - タクシードライバーの推理日誌38（2015年8月29日） - 神崎幸代 役
- ミステリースペシャル
  - 特殊犯罪課・花島渉1（2017年3月16日） - 宮川みどり 役

#### テレビ東京
- ハイスクール大脱走（1991年） - 谷教頭 役
- Friend-Ship Project　90秒の夫婦の絆「定年の日の妻」篇（2008年3月21日 - 30日）
- よつば銀行 原島浩美がモノ申す!〜この女に賭けろ〜 第3話「銀行員VS女ハゲタカ 3日で5500万集めろ」（2019年2月4日） - 黒田法眼 役
- ひみつ×戦士 ファントミラージュ!（2019年4月7日 - 2020年6月28日） - 紅羽月乃 役
- 女と愛とミステリー
  - 捜査検事・近松茂道2「古都金沢〜能登殺人情話」（2003年3月16日） - 岩崎貴子 役
- 水曜ミステリー9
  - 二つの嘘 同窓会殺人事件（2005年8月17日） - 染屋律子 役
  - ブランド刑事3（2008年7月30日） - 草野雪子 役
  - 立証 離婚弁護士 香月佳美（2013年5月29日） - 針生田珠季 役

#### テレビ神奈川
- 希望の翼〜あの時ぼくらは13歳だった[11]（2013年3月2日、KBS・カズモ共同製作）

#### WOWOW
- 連続ドラマW「スケープゴート」（2015年、WOWOW） - 皓子の実姉 役

#### 東映チャンネル
- 特捜最前線×プレイガール2012（2012年12月2日） - 迫田君枝 役

#### SBS（韓国）
- ガラスの華（2004年、SBS。BS朝日、東京MXテレビで放送） - 山本恵子 役
- フルハウスTAKE2（2012年、SBS。TBS、テイクワン、アジア・コンテンツ・センター、北京華録百納影視共同制作。TBS「韓流☆セレクト」枠、BS-TBS、テレビ大阪他で放送） - イ・テイクの伯母 役

### 情報・教養・バラエティ番組
- マネー天使（テレビ東京）
- ワイド!スクランブル（テレビ朝日）
- たけし・逸見の平成教育委員会（フジテレビ）
- 世界・ふしぎ発見!（TBS）
- BS歴史館「美しく悲しい女の戦い〜王妃たちの朝鮮王朝〜」（NHK BSプレミアム）
- ハイビジョンスペシャル「味覚の迷宮　韓国　情熱のキムジャン」（NHK BSプレミアム）
- クイズ!脳ベルSHOW（フジテレビ）
- ノンストップ!（フジテレビ）
- DJモノフェスタ（2019年12月17日 - 、フジテレビ、ディノス）

### CM
- コーセー化粧品
- サビーナ化粧品（静岡県限定）

### 映画
- タンポポ（1985年） - 白服の男の情婦
- スウィートホーム（1989年） - アスカ
- 斬殺せよ 切なきもの、それは愛（1990年） - サキ
- あげまん（1990年） - 清香
- あひるのうたがきこえてくるよ。（1993年） - やまなしやの妻
- 毎日が夏休み（1994年） - 小林夫人
- KARAOKE（1999年） - 水谷淳子
- ドッジGO!GO!（2002年） - 校長先生
- ロード88 出会い路、四国へ（2004年） - 明日香の母
- レイクサイド マーダーケース（2005年） - 藤間一枝
- カーテンコール（2005年） - タウン誌編集長
- ゼロの焦点（2009年） - 上条保子
- 遠くの空（2010年） - 松木明子
- ばななとグローブとジンベエザメ（2013年）
- Father 「俺の屍を越えてゆけ」（2013年）
- TOKYOてやんでぃ（2013年）

### オリジナルビデオ
- 白百合女学園洋弓部 白銀の標的（1991年）
- ビッグボス BIG BOSS（1992年）

### DVD
- 『韓国・感動・韓流 紀行!! 韓国世界遺産&深発見の旅』（2004年10月21日、企画・著作／RKB毎日放送・電通九州、販売／ビコム株式会社）

### 舞台
- 古川オフィス第11回公演「サイモン・ヘンチの予期せぬ一日」（2011年1月-2月、全労済ホールスペース・ゼロ） - ベス・ヘンチ 役

## 著書
- 「ソウル マイハート」講談社（1995年12月）
- 「ソウルマイハート2 背伸び日記」講談社（1999年10月）
- 「ソウルマイデイズ」講談社（2002年10月）
- 「ソウルの達人」講談社（2003年7月31日）
- 「となりの韓国人 傾向と対策」講談社（2006年7月12日）
- 「黒田福美の韓国ぐるぐる ソウル近郊6つの旅 使える韓国語フレーズで旅先でも安心!」アスク（2013年8月7日）
- 「夢のあとさき 帰郷祈願碑とわたし」三五館（2017年7月24日）

## 訳書
- 「うさぎのおるすばん」平凡社（原題:도대체 그 동안 무슨 일이 일어났을까? ）イ・ホベク著（2003/9/1）
- 「おなかがすいたらごはんたべるんだ 韓国の賢者による「短いお話、長い考え」」ポプラ社 イ・ギュギョン著（2004/9）
- 「はんぶん幸せ、それでじゅうぶん。」ポプラ社 李圭璟（イ・ギュギョン）著（2007/1）